# 先秦行政区划
先秦行政區劃，範圍是從遠古至秦朝統一九州的這一段時間，由於年代久遠，其地方行政只能大略緒述。而九州是漢族傳統地理區劃，又稱為「漢地九州」。

## 上古三代

### 上古至商
據《禹貢》记载，大禹將天下分为九州，分别为冀州、兖州、青州、徐州、扬州、荆州、梁州、雍州、豫州。豫州是中心，其他州环绕豫州。
九州地域東至東海，含遼東地區在內，北以戈壁大漠及燕山山脈作為漢民族地區與草原遊牧民族地區的分界線。西以河西走廊、巴蜀與藏地相接，向南囊括嶺南地區，直達南海。
根據考古與文獻資料，夏朝時其中心地區在今河南省全境及山西省南部地區，以河南偃師二里頭類型的文化為夏文化的代表。夏都陽城可能是登封王城崗發現的古城址。以後，夏的勢力向東擴展，融合了東方的夷人。向南發展到長江、淮河之間，與南方的三苗頻繁交往，初步形成了先秦中國的主體部族—華夏部族。雖然從此以後夏朝在黃河流域有了較固定的活動區域，但並無統一的管理和區劃。
商朝約西元前21-16世紀間，曾多次遷徙都城，盤庚以後穩定在今河南安陽的小屯一帶，為商王的王畿。《尚書‧酒誥》指出商代有內、外服之分。內服是商王直接統治的王畿地區，外服是原各地部族邦伯的固地。以後演化成「五服」「甸(日祭)、侯（月祀）、綏（賓，時享，即每季祭祀納貢）、要（歲貢）、荒（終王死時才來通知）」，此說只是依據遠近表示小諸侯應盡的義務和待遇，所以不能算地方行政區。只有商王直接統治的疆域內，才算是地方行政區劃開始的標誌。因此在商王朝的疆域內並沒有真正的地方行政區劃

### 西周
西周時期，出現了「分土封侯」、「封邦建國」的封建制度，周天子將王畿以外的土地和人民分封給諸侯、卿大夫，作為他們的采邑，各受封領主在自己的封地內享有絕對的權力，對周天子則要貢納和服役等義務，而周天子亦有巡狩封國之權力。西周有兩次大分封：第一次是武王伐紂以後，封功臣謀士。第二次是周公東征勝利後，重新分封。這兩次把春秋戰國時各諸侯國的位置大致確定下來，也為以後郡縣制時代的行政區奠定了基本格局。
周武王滅商以後，把商王直接管轄的地區分為衛（以商都朝歌(今河南淇縣)為中心）、庸（以商都以東的今山東境內）、邶（商都所在之漳河以北的今河北省中、南部）三部分，分別由蔡叔、管叔、商紂王之子武庚治理，並稱「三監」。為了監管原殷王畿地區的殷民，以達到「以藩屏周」的目的，冊立了大約50餘個大小封國。

## 春秋戰國

### 概況
郡縣行政區劃的產生和名稱早在春秋時期就已經存在了。縣的名稱在《周禮‧地官》和《禮記‧王制》都是指王畿附近的地方，本意為「懸」，即「縣」所代表的這塊地區直接由周天子掌握，以作賞賜。春秋後期，各諸侯國也仿效周天子的辦法，不再分封，而是將新兼併的領土、被滅亡的小國或大邑轉化為縣，由諸侯王直接掌管。從現存的文獻分析，最早設縣的是楚和秦。郡的起源較晚，大致在春秋末期，主要是戰國時期，郡最初在邊遠地區設置。戰國時，郡比縣的轄區寬廣，但是經濟開發程度不如縣，地位也不如縣重要，長官職位也低。至戰國後期，列國紛紛置郡，先在邊地，後各國之間為相互防禦亦相應置郡。
縣、郡之間原沒有什麼隸屬關係。到了戰國末期，郡的地位在縣之上，這是由於郡管轄範圍大，分置數縣統之。在內地設郡時，沿用了邊郡的成規。戰國時期可能郡縣制與封建采邑制始終同時存在。至秦滅山東六國，於各地置郡，郡下均劃分若干縣以便於劃一的統治管理，遂演變成秦朝郡統轄縣的二級制局面。

### 各國置郡列表
下表列出各國所設置的郡，其中齊國無置郡，但有五都。而秦國設置的郡，僅列戰國時期所設置的郡，前221年以後設置的郡，見秦朝行政區劃。
| 戰國各國置郡列表 | 戰國各國置郡列表 | 戰國各國置郡列表 | 戰國各國置郡列表             | 戰國各國置郡列表                                         | 戰國各國置郡列表                                           | 戰國各國置郡列表 | 戰國各國置郡列表 |
| 諸侯國           | 郡名             | 郡治             | 命名原因                     | 現今位置                                                 | 設置時間/備註                                              | 可考县数         | 可考县名 |
| ---------------- | ---------------- | ---------------- | ---------------------------- | -------------------------------------------------------- | ---------------------------------------------------------- | ---------------- | --- |
| 韓國             | 上黨郡           |                  | 因地名上黨得名               | 今山西慢河以東一帶，北與趙國上黨相接                     | 有17縣                                                     | 48               | 汝阳县、格氏县、郑县、修鱼县、负黍县、新城县、阳人县、申阴县、纶氏县、垣雍县、 安阳县、彘县、雍氏县、阳城县、长子县、宅阳县、喜县、武遂县、阏舆县、皋落县、 襄城县、宜阳县、少曲县、邘县、折县、比阳县、荥阳县、成皋县、屯留县、桐丘县、 马雍县、京县、卢氏县、夏山县、华阳县、野王县、鄢陵县、阳翟县、平阳县、南梁县、 穰县、潞县、杨氏县、端氏县、涉县、涅县、汾城县、伊阙县 |
| 韓國             | 三川郡           |                  | 因有黃河、洛水、伊水三川得名 | 今黃河以南，河南靈寶以東，中牟以西及北汝河上游地區       | 韓宣惠王時設置                                             | 48               | 汝阳县、格氏县、郑县、修鱼县、负黍县、新城县、阳人县、申阴县、纶氏县、垣雍县、 安阳县、彘县、雍氏县、阳城县、长子县、宅阳县、喜县、武遂县、阏舆县、皋落县、 襄城县、宜阳县、少曲县、邘县、折县、比阳县、荥阳县、成皋县、屯留县、桐丘县、 马雍县、京县、卢氏县、夏山县、华阳县、野王县、鄢陵县、阳翟县、平阳县、南梁县、 穰县、潞县、杨氏县、端氏县、涉县、涅县、汾城县、伊阙县 |
| 韓國             | 上蔡郡           |                  | 因地名上蔡得名               | 今河南上蔡一帶                                           | 韓釐王時設置                                               | 48               | 汝阳县、格氏县、郑县、修鱼县、负黍县、新城县、阳人县、申阴县、纶氏县、垣雍县、 安阳县、彘县、雍氏县、阳城县、长子县、宅阳县、喜县、武遂县、阏舆县、皋落县、 襄城县、宜阳县、少曲县、邘县、折县、比阳县、荥阳县、成皋县、屯留县、桐丘县、 马雍县、京县、卢氏县、夏山县、华阳县、野王县、鄢陵县、阳翟县、平阳县、南梁县、 穰县、潞县、杨氏县、端氏县、涉县、涅县、汾城县、伊阙县 |
| 西周国           |                  |                  |                              |                                                          |                                                            | 3                | 河南县、毂城县、偃师县 |
| 东周国           |                  |                  |                              |                                                          |                                                            | 4                | 雒阳县、巩县、平阴县、缑氏县 |
| 趙國             | 上黨郡           |                  | 因地名上黨得名               | 今山西省和順、榆社等縣以南，南與韓國上黨相接             | 有24縣                                                     | 117              | 邯郸县、晋阳县、柏人县、邢县、南行唐县、武平县、埒县、兹氏县、栾县、井陉县、 宁寿县、石城县、石邑县、汪陶县、平陶县、武城县、富昌县、元氏县、当城县、卤城县、 乐城县、皋狼县、武阳县、上艾县、阳原县、南宫县、繁畤县、楼烦县、善无县、骆县、 平城县、崞县、蔺县、离石县、武安县、榆次县、铜鞮县、平邑县、平舒县、中邑县、 原阳县、清阳县、任县、武邑县、沃阳县、襄阴县、东安阳县、西安阳县、祁县、宋子县、 无终县、平台县、上博县、下博县、阿县、北九门县、苦陉县、狸县、上曲阳县、下曲阳县、 新处县、封斯县、余亡县、望都县、中阳县、中都县、新城县、阳曲县、阳邑县、虑虒县、 霍人县、盂县、成襄县、平襄县、安平县、成县、伯阳县、襄垣县、广平县、安国县、 长平县、刚平县、皮牢县、观津县、大陵县、鄗县、光狼县、巨鹿县、梗阳县、昌城县、 上原县、尉文县、狼孟县、韩皋县、饶县、宜安县、宁新中县、房子县、列人县、武垣县、 武阳县、大萁县、平利县、贝丘县、即裴县、安险县、缭县、示氏县、代县、邬县、 屯氏县、涂水县、中牟县、云中县、肤施县、东垣县、平原县 |
| 趙國             | 雁門郡           |                  | 因雁門山得名                 | 今山西省北部神池、五寨、寧武等縣到內蒙古一部分           | 趙武靈王破樓煩、林胡後設置                                 | 117              | 邯郸县、晋阳县、柏人县、邢县、南行唐县、武平县、埒县、兹氏县、栾县、井陉县、 宁寿县、石城县、石邑县、汪陶县、平陶县、武城县、富昌县、元氏县、当城县、卤城县、 乐城县、皋狼县、武阳县、上艾县、阳原县、南宫县、繁畤县、楼烦县、善无县、骆县、 平城县、崞县、蔺县、离石县、武安县、榆次县、铜鞮县、平邑县、平舒县、中邑县、 原阳县、清阳县、任县、武邑县、沃阳县、襄阴县、东安阳县、西安阳县、祁县、宋子县、 无终县、平台县、上博县、下博县、阿县、北九门县、苦陉县、狸县、上曲阳县、下曲阳县、 新处县、封斯县、余亡县、望都县、中阳县、中都县、新城县、阳曲县、阳邑县、虑虒县、 霍人县、盂县、成襄县、平襄县、安平县、成县、伯阳县、襄垣县、广平县、安国县、 长平县、刚平县、皮牢县、观津县、大陵县、鄗县、光狼县、巨鹿县、梗阳县、昌城县、 上原县、尉文县、狼孟县、韩皋县、饶县、宜安县、宁新中县、房子县、列人县、武垣县、 武阳县、大萁县、平利县、贝丘县、即裴县、安险县、缭县、示氏县、代县、邬县、 屯氏县、涂水县、中牟县、云中县、肤施县、东垣县、平原县 |
| 趙國             | 代郡             |                  | 因代國得名                   | 今山西東北部和河北、內蒙古一部分                         | 趙武靈王時設置，有36縣                                     | 117              | 邯郸县、晋阳县、柏人县、邢县、南行唐县、武平县、埒县、兹氏县、栾县、井陉县、 宁寿县、石城县、石邑县、汪陶县、平陶县、武城县、富昌县、元氏县、当城县、卤城县、 乐城县、皋狼县、武阳县、上艾县、阳原县、南宫县、繁畤县、楼烦县、善无县、骆县、 平城县、崞县、蔺县、离石县、武安县、榆次县、铜鞮县、平邑县、平舒县、中邑县、 原阳县、清阳县、任县、武邑县、沃阳县、襄阴县、东安阳县、西安阳县、祁县、宋子县、 无终县、平台县、上博县、下博县、阿县、北九门县、苦陉县、狸县、上曲阳县、下曲阳县、 新处县、封斯县、余亡县、望都县、中阳县、中都县、新城县、阳曲县、阳邑县、虑虒县、 霍人县、盂县、成襄县、平襄县、安平县、成县、伯阳县、襄垣县、广平县、安国县、 长平县、刚平县、皮牢县、观津县、大陵县、鄗县、光狼县、巨鹿县、梗阳县、昌城县、 上原县、尉文县、狼孟县、韩皋县、饶县、宜安县、宁新中县、房子县、列人县、武垣县、 武阳县、大萁县、平利县、贝丘县、即裴县、安险县、缭县、示氏县、代县、邬县、 屯氏县、涂水县、中牟县、云中县、肤施县、东垣县、平原县 |
| 趙國             | 雲中郡           |                  | 因地名雲中得名               | 今內蒙古大青山以南，黃河南岸及長城以北                   | 趙武靈王破樓煩、林胡後設置                                 | 117              | 邯郸县、晋阳县、柏人县、邢县、南行唐县、武平县、埒县、兹氏县、栾县、井陉县、 宁寿县、石城县、石邑县、汪陶县、平陶县、武城县、富昌县、元氏县、当城县、卤城县、 乐城县、皋狼县、武阳县、上艾县、阳原县、南宫县、繁畤县、楼烦县、善无县、骆县、 平城县、崞县、蔺县、离石县、武安县、榆次县、铜鞮县、平邑县、平舒县、中邑县、 原阳县、清阳县、任县、武邑县、沃阳县、襄阴县、东安阳县、西安阳县、祁县、宋子县、 无终县、平台县、上博县、下博县、阿县、北九门县、苦陉县、狸县、上曲阳县、下曲阳县、 新处县、封斯县、余亡县、望都县、中阳县、中都县、新城县、阳曲县、阳邑县、虑虒县、 霍人县、盂县、成襄县、平襄县、安平县、成县、伯阳县、襄垣县、广平县、安国县、 长平县、刚平县、皮牢县、观津县、大陵县、鄗县、光狼县、巨鹿县、梗阳县、昌城县、 上原县、尉文县、狼孟县、韩皋县、饶县、宜安县、宁新中县、房子县、列人县、武垣县、 武阳县、大萁县、平利县、贝丘县、即裴县、安险县、缭县、示氏县、代县、邬县、 屯氏县、涂水县、中牟县、云中县、肤施县、东垣县、平原县 |
| 趙國             | 九原郡           |                  |                              | 今内蒙古后套及其以东至包头市                             |                                                            | 117              | 邯郸县、晋阳县、柏人县、邢县、南行唐县、武平县、埒县、兹氏县、栾县、井陉县、 宁寿县、石城县、石邑县、汪陶县、平陶县、武城县、富昌县、元氏县、当城县、卤城县、 乐城县、皋狼县、武阳县、上艾县、阳原县、南宫县、繁畤县、楼烦县、善无县、骆县、 平城县、崞县、蔺县、离石县、武安县、榆次县、铜鞮县、平邑县、平舒县、中邑县、 原阳县、清阳县、任县、武邑县、沃阳县、襄阴县、东安阳县、西安阳县、祁县、宋子县、 无终县、平台县、上博县、下博县、阿县、北九门县、苦陉县、狸县、上曲阳县、下曲阳县、 新处县、封斯县、余亡县、望都县、中阳县、中都县、新城县、阳曲县、阳邑县、虑虒县、 霍人县、盂县、成襄县、平襄县、安平县、成县、伯阳县、襄垣县、广平县、安国县、 长平县、刚平县、皮牢县、观津县、大陵县、鄗县、光狼县、巨鹿县、梗阳县、昌城县、 上原县、尉文县、狼孟县、韩皋县、饶县、宜安县、宁新中县、房子县、列人县、武垣县、 武阳县、大萁县、平利县、贝丘县、即裴县、安险县、缭县、示氏县、代县、邬县、 屯氏县、涂水县、中牟县、云中县、肤施县、东垣县、平原县 |
| 趙國             | 太原郡           |                  |                              | 今山西句注山以南，霍山以北，五台、阳泉以西，黄河以东     |                                                            | 117              | 邯郸县、晋阳县、柏人县、邢县、南行唐县、武平县、埒县、兹氏县、栾县、井陉县、 宁寿县、石城县、石邑县、汪陶县、平陶县、武城县、富昌县、元氏县、当城县、卤城县、 乐城县、皋狼县、武阳县、上艾县、阳原县、南宫县、繁畤县、楼烦县、善无县、骆县、 平城县、崞县、蔺县、离石县、武安县、榆次县、铜鞮县、平邑县、平舒县、中邑县、 原阳县、清阳县、任县、武邑县、沃阳县、襄阴县、东安阳县、西安阳县、祁县、宋子县、 无终县、平台县、上博县、下博县、阿县、北九门县、苦陉县、狸县、上曲阳县、下曲阳县、 新处县、封斯县、余亡县、望都县、中阳县、中都县、新城县、阳曲县、阳邑县、虑虒县、 霍人县、盂县、成襄县、平襄县、安平县、成县、伯阳县、襄垣县、广平县、安国县、 长平县、刚平县、皮牢县、观津县、大陵县、鄗县、光狼县、巨鹿县、梗阳县、昌城县、 上原县、尉文县、狼孟县、韩皋县、饶县、宜安县、宁新中县、房子县、列人县、武垣县、 武阳县、大萁县、平利县、贝丘县、即裴县、安险县、缭县、示氏县、代县、邬县、 屯氏县、涂水县、中牟县、云中县、肤施县、东垣县、平原县 |
| 趙國             | 安平郡           |                  | 因城邑安平得名               | 今河北安平縣                                             | 因與齊、燕、中山交界而設郡                                 | 117              | 邯郸县、晋阳县、柏人县、邢县、南行唐县、武平县、埒县、兹氏县、栾县、井陉县、 宁寿县、石城县、石邑县、汪陶县、平陶县、武城县、富昌县、元氏县、当城县、卤城县、 乐城县、皋狼县、武阳县、上艾县、阳原县、南宫县、繁畤县、楼烦县、善无县、骆县、 平城县、崞县、蔺县、离石县、武安县、榆次县、铜鞮县、平邑县、平舒县、中邑县、 原阳县、清阳县、任县、武邑县、沃阳县、襄阴县、东安阳县、西安阳县、祁县、宋子县、 无终县、平台县、上博县、下博县、阿县、北九门县、苦陉县、狸县、上曲阳县、下曲阳县、 新处县、封斯县、余亡县、望都县、中阳县、中都县、新城县、阳曲县、阳邑县、虑虒县、 霍人县、盂县、成襄县、平襄县、安平县、成县、伯阳县、襄垣县、广平县、安国县、 长平县、刚平县、皮牢县、观津县、大陵县、鄗县、光狼县、巨鹿县、梗阳县、昌城县、 上原县、尉文县、狼孟县、韩皋县、饶县、宜安县、宁新中县、房子县、列人县、武垣县、 武阳县、大萁县、平利县、贝丘县、即裴县、安险县、缭县、示氏县、代县、邬县、 屯氏县、涂水县、中牟县、云中县、肤施县、东垣县、平原县 |
| 魏國             | 河西郡           |                  | 因在黃河之西                 | 今陝西省華陰以北，黃龍以南，洛河以東，黃河以西           | 魏文侯時設置                                               | 94               | 启封县、大梁县、朝歌县、邺县、高都县、甾丘县、顿丘县、高奴县、郚县、芒县、 宁县、共县、蒲子县、阴晋县、州县、安成县、焦县、蒲反县、繁阳县、上洛县、 句渎县、清氏县、左邑县、怀县、垣县、修武县、荡阴县、蔷县、虒县、梁县、 少梁县、垂县、梁阴县、单父县、安邑县、封陵县、圜阳县、陕县、阴安县、猗氏县、 土军县、皮氏县、平阳县、酸枣县、安阳县、漆桓县、内黄县、泫氏县、邢丘县、魏县、 蔡阳县、中阳县、卷县、绛县、繁庞县、雒阴县、合阳县、阳狐县、桃人县、虚县、 雍丘县、燕县、山阳县、长平县、昆阳县、承匡县、平丘县、首垣县、观县、雕阴县、 平周县、曲沃县、汾阴县、温县、轵县、曲阳县、安城县、汲县、舞阳县、许县、 河阳县、长社县、济阳县、甾县、外黄县、圉县、煮枣县、新郪县、鲁县、几县、 睢阳县、成阴县、大阳县、郾县 |
| 魏國             | 上郡             |                  | 因方位得名                   | 今陝西省洛河以東，黃梁河以北，東北到子長、延安一帶       | 魏文侯時設置                                               | 94               | 启封县、大梁县、朝歌县、邺县、高都县、甾丘县、顿丘县、高奴县、郚县、芒县、 宁县、共县、蒲子县、阴晋县、州县、安成县、焦县、蒲反县、繁阳县、上洛县、 句渎县、清氏县、左邑县、怀县、垣县、修武县、荡阴县、蔷县、虒县、梁县、 少梁县、垂县、梁阴县、单父县、安邑县、封陵县、圜阳县、陕县、阴安县、猗氏县、 土军县、皮氏县、平阳县、酸枣县、安阳县、漆桓县、内黄县、泫氏县、邢丘县、魏县、 蔡阳县、中阳县、卷县、绛县、繁庞县、雒阴县、合阳县、阳狐县、桃人县、虚县、 雍丘县、燕县、山阳县、长平县、昆阳县、承匡县、平丘县、首垣县、观县、雕阴县、 平周县、曲沃县、汾阴县、温县、轵县、曲阳县、安城县、汲县、舞阳县、许县、 河阳县、长社县、济阳县、甾县、外黄县、圉县、煮枣县、新郪县、鲁县、几县、 睢阳县、成阴县、大阳县、郾县 |
| 魏國             | 河東郡           | 安邑             | 因在黃河之東                 | 今山西省沁水以西、霍山以南                               | 前328年以後設置                                            | 94               | 启封县、大梁县、朝歌县、邺县、高都县、甾丘县、顿丘县、高奴县、郚县、芒县、 宁县、共县、蒲子县、阴晋县、州县、安成县、焦县、蒲反县、繁阳县、上洛县、 句渎县、清氏县、左邑县、怀县、垣县、修武县、荡阴县、蔷县、虒县、梁县、 少梁县、垂县、梁阴县、单父县、安邑县、封陵县、圜阳县、陕县、阴安县、猗氏县、 土军县、皮氏县、平阳县、酸枣县、安阳县、漆桓县、内黄县、泫氏县、邢丘县、魏县、 蔡阳县、中阳县、卷县、绛县、繁庞县、雒阴县、合阳县、阳狐县、桃人县、虚县、 雍丘县、燕县、山阳县、长平县、昆阳县、承匡县、平丘县、首垣县、观县、雕阴县、 平周县、曲沃县、汾阴县、温县、轵县、曲阳县、安城县、汲县、舞阳县、许县、 河阳县、长社县、济阳县、甾县、外黄县、圉县、煮枣县、新郪县、鲁县、几县、 睢阳县、成阴县、大阳县、郾县 |
| 魏國             | 方与郡           |                  | 因地名方輿                   | 今山東省嘉祥以南金鄉等地，包括江蘇省豐縣一帶             | 前284年以前                                                | 94               | 启封县、大梁县、朝歌县、邺县、高都县、甾丘县、顿丘县、高奴县、郚县、芒县、 宁县、共县、蒲子县、阴晋县、州县、安成县、焦县、蒲反县、繁阳县、上洛县、 句渎县、清氏县、左邑县、怀县、垣县、修武县、荡阴县、蔷县、虒县、梁县、 少梁县、垂县、梁阴县、单父县、安邑县、封陵县、圜阳县、陕县、阴安县、猗氏县、 土军县、皮氏县、平阳县、酸枣县、安阳县、漆桓县、内黄县、泫氏县、邢丘县、魏县、 蔡阳县、中阳县、卷县、绛县、繁庞县、雒阴县、合阳县、阳狐县、桃人县、虚县、 雍丘县、燕县、山阳县、长平县、昆阳县、承匡县、平丘县、首垣县、观县、雕阴县、 平周县、曲沃县、汾阴县、温县、轵县、曲阳县、安城县、汲县、舞阳县、许县、 河阳县、长社县、济阳县、甾县、外黄县、圉县、煮枣县、新郪县、鲁县、几县、 睢阳县、成阴县、大阳县、郾县 |
| 魏國             | 大宋郡           |                  | 因宋國得名                   | 今河南省商丘及江蘇省碭山等地                             | 前284年以前                                                | 94               | 启封县、大梁县、朝歌县、邺县、高都县、甾丘县、顿丘县、高奴县、郚县、芒县、 宁县、共县、蒲子县、阴晋县、州县、安成县、焦县、蒲反县、繁阳县、上洛县、 句渎县、清氏县、左邑县、怀县、垣县、修武县、荡阴县、蔷县、虒县、梁县、 少梁县、垂县、梁阴县、单父县、安邑县、封陵县、圜阳县、陕县、阴安县、猗氏县、 土军县、皮氏县、平阳县、酸枣县、安阳县、漆桓县、内黄县、泫氏县、邢丘县、魏县、 蔡阳县、中阳县、卷县、绛县、繁庞县、雒阴县、合阳县、阳狐县、桃人县、虚县、 雍丘县、燕县、山阳县、长平县、昆阳县、承匡县、平丘县、首垣县、观县、雕阴县、 平周县、曲沃县、汾阴县、温县、轵县、曲阳县、安城县、汲县、舞阳县、许县、 河阳县、长社县、济阳县、甾县、外黄县、圉县、煮枣县、新郪县、鲁县、几县、 睢阳县、成阴县、大阳县、郾县 |
| 楚國             | 宛郡             |                  | 因地名宛得名                 | 今河南省南陽市為中心，東南到息縣                         | 楚悼王時設置                                               | 92               | 复县、郯县、湖阳县、成阳县、新东阳县、蕲城县、富春县、许阳县、南陵县、江陵县、 下蔡县、弋阳县、上唐县、平舆县、鄡阳县、郢县、鄂县、陈县、棠县、安陆县、 阴县、武城县、期思县、梁县、安陵县、正阳县、州县、鄝县、相陵县、成陵县、 新蔡县、新野县、番邑县、沅阳县、上蔡县、邓县、项县、巨阳县、寿春县、枳县、 寝县、鲁阳县、析县、邾县、上庸县、宛县、叶县、郦县、西陵县、夷陵县、 广陵县、召陵县、襄城县、竟陵县、兰陵县、海阳县、阳夏县、阳城县、苦县、罗县、 鄩县、当阳县、肥陵县、鄳县、郴县、鄀县、随县、鄢县、居巢县、钟离县、 舒县、益阳县、零阳县、新城县、雩娄县、新阳县、平阿县、山桑县、阳翟县、阳陵县、 新都县、襄陵县、淯阳县、顿县、武陵县、建阳县、六县、洮阳县、乌程县、相县、 艾县、新舒县 |
| 楚國             | 漢中郡           |                  | 因漢水得名                   | 今陝西東南角，南到今湖北西北角                           | 楚懷王時設置                                               | 92               | 复县、郯县、湖阳县、成阳县、新东阳县、蕲城县、富春县、许阳县、南陵县、江陵县、 下蔡县、弋阳县、上唐县、平舆县、鄡阳县、郢县、鄂县、陈县、棠县、安陆县、 阴县、武城县、期思县、梁县、安陵县、正阳县、州县、鄝县、相陵县、成陵县、 新蔡县、新野县、番邑县、沅阳县、上蔡县、邓县、项县、巨阳县、寿春县、枳县、 寝县、鲁阳县、析县、邾县、上庸县、宛县、叶县、郦县、西陵县、夷陵县、 广陵县、召陵县、襄城县、竟陵县、兰陵县、海阳县、阳夏县、阳城县、苦县、罗县、 鄩县、当阳县、肥陵县、鄳县、郴县、鄀县、随县、鄢县、居巢县、钟离县、 舒县、益阳县、零阳县、新城县、雩娄县、新阳县、平阿县、山桑县、阳翟县、阳陵县、 新都县、襄陵县、淯阳县、顿县、武陵县、建阳县、六县、洮阳县、乌程县、相县、 艾县、新舒县 |
| 楚國             | 新城郡           |                  | 因地名新城得名               | 今河南伊川一帶                                           | 約楚懷王時                                                 | 92               | 复县、郯县、湖阳县、成阳县、新东阳县、蕲城县、富春县、许阳县、南陵县、江陵县、 下蔡县、弋阳县、上唐县、平舆县、鄡阳县、郢县、鄂县、陈县、棠县、安陆县、 阴县、武城县、期思县、梁县、安陵县、正阳县、州县、鄝县、相陵县、成陵县、 新蔡县、新野县、番邑县、沅阳县、上蔡县、邓县、项县、巨阳县、寿春县、枳县、 寝县、鲁阳县、析县、邾县、上庸县、宛县、叶县、郦县、西陵县、夷陵县、 广陵县、召陵县、襄城县、竟陵县、兰陵县、海阳县、阳夏县、阳城县、苦县、罗县、 鄩县、当阳县、肥陵县、鄳县、郴县、鄀县、随县、鄢县、居巢县、钟离县、 舒县、益阳县、零阳县、新城县、雩娄县、新阳县、平阿县、山桑县、阳翟县、阳陵县、 新都县、襄陵县、淯阳县、顿县、武陵县、建阳县、六县、洮阳县、乌程县、相县、 艾县、新舒县 |
| 楚國             | 江東郡           |                  | 地處江東而得名               | 今安徽東南部，江蘇南部及浙江北部                         | 前306年楚懷王滅越國後設置                                  | 92               | 复县、郯县、湖阳县、成阳县、新东阳县、蕲城县、富春县、许阳县、南陵县、江陵县、 下蔡县、弋阳县、上唐县、平舆县、鄡阳县、郢县、鄂县、陈县、棠县、安陆县、 阴县、武城县、期思县、梁县、安陵县、正阳县、州县、鄝县、相陵县、成陵县、 新蔡县、新野县、番邑县、沅阳县、上蔡县、邓县、项县、巨阳县、寿春县、枳县、 寝县、鲁阳县、析县、邾县、上庸县、宛县、叶县、郦县、西陵县、夷陵县、 广陵县、召陵县、襄城县、竟陵县、兰陵县、海阳县、阳夏县、阳城县、苦县、罗县、 鄩县、当阳县、肥陵县、鄳县、郴县、鄀县、随县、鄢县、居巢县、钟离县、 舒县、益阳县、零阳县、新城县、雩娄县、新阳县、平阿县、山桑县、阳翟县、阳陵县、 新都县、襄陵县、淯阳县、顿县、武陵县、建阳县、六县、洮阳县、乌程县、相县、 艾县、新舒县 |
| 楚國             | 黔中郡           |                  | 因黔山得名                   | 今湖南西部及貴州東北                                     | 楚威王時設置                                               | 92               | 复县、郯县、湖阳县、成阳县、新东阳县、蕲城县、富春县、许阳县、南陵县、江陵县、 下蔡县、弋阳县、上唐县、平舆县、鄡阳县、郢县、鄂县、陈县、棠县、安陆县、 阴县、武城县、期思县、梁县、安陵县、正阳县、州县、鄝县、相陵县、成陵县、 新蔡县、新野县、番邑县、沅阳县、上蔡县、邓县、项县、巨阳县、寿春县、枳县、 寝县、鲁阳县、析县、邾县、上庸县、宛县、叶县、郦县、西陵县、夷陵县、 广陵县、召陵县、襄城县、竟陵县、兰陵县、海阳县、阳夏县、阳城县、苦县、罗县、 鄩县、当阳县、肥陵县、鄳县、郴县、鄀县、随县、鄢县、居巢县、钟离县、 舒县、益阳县、零阳县、新城县、雩娄县、新阳县、平阿县、山桑县、阳翟县、阳陵县、 新都县、襄陵县、淯阳县、顿县、武陵县、建阳县、六县、洮阳县、乌程县、相县、 艾县、新舒县 |
| 楚國             | 巫郡             |                  | 因巫山得名                   | 今湖北清江中、上游和四川東部                             | 楚懷王時設置                                               | 92               | 复县、郯县、湖阳县、成阳县、新东阳县、蕲城县、富春县、许阳县、南陵县、江陵县、 下蔡县、弋阳县、上唐县、平舆县、鄡阳县、郢县、鄂县、陈县、棠县、安陆县、 阴县、武城县、期思县、梁县、安陵县、正阳县、州县、鄝县、相陵县、成陵县、 新蔡县、新野县、番邑县、沅阳县、上蔡县、邓县、项县、巨阳县、寿春县、枳县、 寝县、鲁阳县、析县、邾县、上庸县、宛县、叶县、郦县、西陵县、夷陵县、 广陵县、召陵县、襄城县、竟陵县、兰陵县、海阳县、阳夏县、阳城县、苦县、罗县、 鄩县、当阳县、肥陵县、鄳县、郴县、鄀县、随县、鄢县、居巢县、钟离县、 舒县、益阳县、零阳县、新城县、雩娄县、新阳县、平阿县、山桑县、阳翟县、阳陵县、 新都县、襄陵县、淯阳县、顿县、武陵县、建阳县、六县、洮阳县、乌程县、相县、 艾县、新舒县 |
| 燕國             | 上谷郡           |                  | 因在大山谷上邊               | 今河北張家口、小五台山以東，赤城、延慶以西及北京昌平以北 | 燕將秦開破東胡後設置，有36縣                               | 40               | 文安县、涿都县、方城县、酉城县、平阴县、渔阳县、夏屋县、泃城县、狗泽县、茹都县、 阳安县、襄平县、阳乐县、安平县、鄚都县、且居县、唐都县、北平县、武阳县、令支县、 无终县、平刚县、沮阳县、造阳县、昌城县、曲逆县、武遂县、平舒县、广昌县、下落县、 单佑县、范堹县、易都县、蓟都县、逎都县、甫阳县、容城县、徐无县、泉州县、饶都县 |
| 燕國             | 漁陽郡           |                  | 因在漁水之陽                 | 今內蒙古赤峰以南，北京通州、懷柔以東及天津以北           | 燕將秦開破東胡後設置                                       | 40               | 文安县、涿都县、方城县、酉城县、平阴县、渔阳县、夏屋县、泃城县、狗泽县、茹都县、 阳安县、襄平县、阳乐县、安平县、鄚都县、且居县、唐都县、北平县、武阳县、令支县、 无终县、平刚县、沮阳县、造阳县、昌城县、曲逆县、武遂县、平舒县、广昌县、下落县、 单佑县、范堹县、易都县、蓟都县、逎都县、甫阳县、容城县、徐无县、泉州县、饶都县 |
| 燕國             | 遼東郡           |                  | 因在遼水之東                 | 今遼寧大凌河以東地區                                     | 燕將秦開破東胡後設置                                       | 40               | 文安县、涿都县、方城县、酉城县、平阴县、渔阳县、夏屋县、泃城县、狗泽县、茹都县、 阳安县、襄平县、阳乐县、安平县、鄚都县、且居县、唐都县、北平县、武阳县、令支县、 无终县、平刚县、沮阳县、造阳县、昌城县、曲逆县、武遂县、平舒县、广昌县、下落县、 单佑县、范堹县、易都县、蓟都县、逎都县、甫阳县、容城县、徐无县、泉州县、饶都县 |
| 燕國             | 遼西郡           |                  | 因在遼水之西                 | 今遼寧大凌河以西，長城以南，河北遷西以東                 | 燕將秦開破東胡後設置                                       | 40               | 文安县、涿都县、方城县、酉城县、平阴县、渔阳县、夏屋县、泃城县、狗泽县、茹都县、 阳安县、襄平县、阳乐县、安平县、鄚都县、且居县、唐都县、北平县、武阳县、令支县、 无终县、平刚县、沮阳县、造阳县、昌城县、曲逆县、武遂县、平舒县、广昌县、下落县、 单佑县、范堹县、易都县、蓟都县、逎都县、甫阳县、容城县、徐无县、泉州县、饶都县 |
| 燕國             | 右北平郡         |                  | 因在北平右邊                 | 今河北承德、薊縣以東，遼寧大凌河上游以南，六股河以西     | 燕將秦開破東胡後設置                                       | 40               | 文安县、涿都县、方城县、酉城县、平阴县、渔阳县、夏屋县、泃城县、狗泽县、茹都县、 阳安县、襄平县、阳乐县、安平县、鄚都县、且居县、唐都县、北平县、武阳县、令支县、 无终县、平刚县、沮阳县、造阳县、昌城县、曲逆县、武遂县、平舒县、广昌县、下落县、 单佑县、范堹县、易都县、蓟都县、逎都县、甫阳县、容城县、徐无县、泉州县、饶都县 |
| 齊國             |                  |                  |                              |                                                          |                                                            | 59               | 平阿县、昌城县、柴县、阳都县、闻县、无盐县、黄县、高宛县、武城县、东武城县、 武阳县、垣县、平陵县、淳于县、荼县、番陵县、瓡县、郳县、乘县、关城县、 不其县、夜邑县、郓县、鄄城县、阿县、刚县、高密县、廪丘县、灵丘县、博陵县、 薛县、下邳县、安平县、嬴县、历下县、聊城县、琅邪县、千乘县、博昌县、狄城县、 于陵县、平邑县、夷维县、盖县、范县、亢父县、襄贲县、阴平县、博县、平陆县、 蒙县、高平县、建阳县、阳狐县、即墨、高唐、临淄、莒、安阳 |
| 秦國             | 內史             | 咸陽縣           |                              |                                                          |                                                            | 41               | 汧縣、陳倉縣、雍縣、虢縣、郿縣、美陽縣、廢丘縣、好畤縣、芷陽縣、杜縣、 藍田縣、麗邑縣、高陵縣、雲陽縣、漆縣、頻陽縣、櫟陽縣、下邽縣、重泉縣、鄭縣、 懷德縣、臨晉縣、寧秦縣、夏陽縣、咸陽縣、斄縣、戲縣、翟道縣、商縣、槐里縣、 郃陽縣、杜陽縣、上雒縣、武城縣、弋陽縣、衙縣、酆縣、徵縣、胡縣、旬邑縣、 船司空縣 |
| 秦國             | 巴郡             | 江州             |                              |                                                          | 前316年滅巴國後置                                          | 8                | 閬中縣、枳縣、江縣、朐忍縣、魚縣、涪陵縣、宕渠道、墊江縣 |
| 秦國             | 蜀郡             | 成都             |                              |                                                          | 前285年廢封國置郡                                          | 13               | 成都縣、邛縣、白水縣、臨邛縣、武陽縣、葭萌縣、嚴道、湔氐道、梓潼縣、青衣道、 郫縣、僰道、資中縣 |
| 秦國             | 漢中郡           | 南鄭             |                              |                                                          | 前312年取楚漢中郡                                          | 8                | 南鄭縣、西成縣、成固縣、房陵縣、錫縣、鄖陽縣、上庸縣、沮縣 |
| 秦國             | 上郡             | 膚施             |                              |                                                          | 前304年置                                                  | 19               | 雕陰縣、高奴縣、陽周縣、膚施縣、漆垣縣、廣衍縣、洛都縣、定陽縣、原都縣、平周縣、 圜陽縣、平都縣、徒涇縣、中陽縣、西都縣、白土縣、富昌縣、平陸縣、饒縣 |
| 秦國             | 隴西郡           | 狄道             |                              |                                                          | 前279年置                                                  | 17               | 上邽縣、西縣、下辨縣、冀縣、臨洮縣、狄道縣、枹罕縣、蘭干縣、邸道縣、成紀縣、 故道縣、阿陽縣、綿諸縣、獂道縣、襄武縣、薄道縣、略陽縣 |
| 秦國             | 北地郡           | 義渠             |                              |                                                          | 前271年破義渠後置                                          | 13               | 義渠縣、陰密縣、安武縣、彭陽縣、泥陽縣、鹵縣、方渠縣、郁郅縣、烏氏縣、歸德縣、 涇陽縣、朝那縣、略畔縣 |
| 秦國             | 河東郡           | 臨汾             |                              | 相當於魏的河東郡                                         | 前290年魏獻河東地後置                                      |                  | |
| 秦國             | 南陽郡           | 宛               |                              |                                                          | 前273年置                                                  |                  | |
| 秦國             | 會稽郡           |                  |                              |                                                          | 前222年置                                                  |                  | |
| 秦國             | 邯鄲郡           |                  |                              |                                                          |                                                            |                  | |
| 秦國             | 巨鹿郡           |                  |                              |                                                          |                                                            |                  | |
| 秦國             | 太原郡           |                  |                              |                                                          |                                                            |                  | |
| 秦國             | 雁門郡           |                  |                              |                                                          |                                                            |                  | |
| 秦國             | 雲中郡           |                  |                              |                                                          |                                                            |                  | |
| 秦國             | 東郡             |                  |                              |                                                          |                                                            |                  | |
| 秦國             | 三川郡           |                  |                              |                                                          |                                                            |                  | |
| 秦國             | 潁川郡           |                  |                              |                                                          |                                                            |                  | |
| 秦國             | 漁陽郡           |                  |                              |                                                          |                                                            |                  | |
| 秦國             | 上谷郡           |                  |                              |                                                          |                                                            |                  | |
| 秦國             | 右北平郡         |                  |                              |                                                          |                                                            |                  | |
| 秦國             | 廣陽郡           |                  |                              |                                                          |                                                            |                  | |
| 秦國             | 遼西郡           |                  |                              |                                                          |                                                            |                  | |
| 秦國             | 南郡             | 郢               |                              |                                                          | 前278年取楚地後置                                          |                  | |
| 秦國             | 陶郡             |                  |                              |                                                          | 原為齊地，五國合縱破齊後置，後為魏所取。秦滅魏後，未再設郡 |                  | |
| 秦國             | 上黨郡           | 長子             |                              |                                                          | 取趙、韓上黨郡置                                           |                  | |
| 秦國             | 碭郡             |                  |                              |                                                          | 前225年滅魏國置                                            |                  | |
| 秦國             | 泗水郡           |                  |                              |                                                          | 滅魏後，前224年置                                          |                  | |
| 秦國             | 薛郡             |                  |                              |                                                          | 滅魏後，前224年置                                          |                  | |
| 秦國             | 長沙郡           |                  |                              |                                                          | 前223年滅楚後置                                            |                  | |
| 秦國             | 九江郡           |                  |                              |                                                          | 前223年滅楚後置                                            |                  | |
| 秦國             | 楚郡             |                  |                              |                                                          | 前223年滅楚國置                                            |                  | |
| 秦國             | 黔中郡           |                  |                              |                                                          | 取楚黔中郡、巫郡置，治臨沅                                 |                  | |
| 秦國             | 代郡             |                  |                              |                                                          | 前222年滅代後置                                            |                  | |
| 秦國             | 遼東郡           |                  |                              |                                                          | 前222年滅燕後置                                            |                  | |
| 秦國             | 齊郡             |                  | 因齊國得名                   |                                                          | 前221年滅齊後置，不久改名                                  |                  | |
| 琅琊郡           |                  | 因地名琅琊得名   |                              | 前221年滅齊後置                                          |                                                            |                  | |